# Charlotte Hoogakker
Charlotte Hoogakker (1978) is een Nederlandse regisseur en documentairemaker.
In 2005 won de door Hoogakker geregisseerde jeugdserie 'Vreemde e.e.n.d.' ('Odd One Out') de Canadese Banff Rockie Award en The Best Documentary Short Award 2008. In deze serie zat onder andere de aflevering 'van Lucas naar Luus', over de transitie van Loiza Lamers, die in 2015 als eerste transgender ter wereld zou participeren in een Next Top Model-competitie. In 2014 won ze hem nogmaals voor de jeugdserie 'Bikkels' in samenwerking met onder meer Sarah Sylbing en Ester Gould. Die serie won later dat jaar ook de Cinekid Kinderkast non-fictie juryprijs. 
De door Hoogakker gemaakte jeugdserie Koken met Konijnen (VPRO) won de Cinekid Juryprijs voor beste Nederlandse Jeugdserie in 2020.
In 2020 begon Hoogakker met de serie ''Koken met Konijnen'' op NPO Zapp, het programma heeft nu 2 seizoenen en won de Cinekid Leeuw Juryprijs voor de beste non-fictie kinderserie.